# Santa Coloma de Gramenet (ort)
Santa Coloma de Gramenet är en ort i Spanien.   Den ligger i provinsen Província de Barcelona och regionen Katalonien, i den östra delen av landet, 500 km öster om huvudstaden Madrid. Santa Coloma de Gramenet ligger 39 meter över havet och antalet invånare är 119 717.
Terrängen runt Santa Coloma de Gramenet är varierad. Havet är nära Santa Coloma de Gramenet åt sydost. Närmaste större samhälle är Barcelona, 8,1 km sydväst om Santa Coloma de Gramenet. Runt Santa Coloma de Gramenet är det i huvudsak tätbebyggt.